# 會眾制
會眾制（Congregationalism）是基督宗教的教會體制（church polity）之一。會眾制教會的每一個地方教会都是獨立自治的。在新教歷史中較主要的會眾制宗派有十七世紀英美兩地清教徒運動流傳下來的公理會（Congregationalist），浸禮會（Baptist），門諾會（Menonite）和貴格會（Quakers）等。十九世紀以後的新興宗派或獨立教會大多採取會眾制。除了會眾制，基督教會還有主教制及長老制兩種治理體制。

## 基本形式
会众制教会的最大特征是每个地方教会都是独立的，各自互不控制，没有母会和子会的架构。与之相对的是主教制和长老制。在主教制的教会中，一个主教管理诸多个地方教会。在长老制的教会中，各个地方教会派出自己的代表，组成总会，该总会有权管理各个地方教会。当自由派神学侵入长老制教会之后，那些想要保守纯正教义、脱离宗派的地方教会必须离开自己买下来的教堂，因为教堂属于总会。而会众制教会则是独立、自治、自养的。会众制教会中某些地方教会有时组成松散的联盟，彼此合作一些事情，但都是自由加入和退出，如美南浸信会联会（the Southern Baptist Convention）。会众制教会有一个缺点，就是教会之间的交往和合作较少；但也有一个优点，就是并非铁板一块，所以不会产生一坏俱坏、一损俱损、全盘堕落的重大后果。
有些人误以为会众制教会事事都由会众来决定，牧师没有权柄，但这不符合会众制教会的实际，也不符合圣经。会众制教会，如浸信会，既强调牧师的权柄，因这是符合圣经的，也不压制会众的声音，因圣经中也有会众表达声音的例子，如使徒行传第七章。所以，会众制教会不是纯粹的民主制，不是凡事都由大多数人的意见来决定，而是寻求牧师的权柄与会众的声音取得一个平衡。会众制教会中，会众对牧师有监督的责任；如果牧师犯罪，会众可将之职位解除，并由会众自己选举下一任牧师。

## 浸信会
浸信会是会众制教会中的代表。从再洗礼派传下来的浸信会，非常执著地强调各个地方教会的独立和自治。在教会与国家关系上，浸信会与主教制的教会、长老制的教会也不同。浸信会非常推崇政教分离，传到美国后，也积极推动美国的政教分离事业。在浸信会的努力下，美国宪法第一修正案确立了教会与国家分离的原则。